# 不知火舞
不知火舞（日语：／ Shiranui Mai）是电视游戏《餓狼傳說》、《拳皇》系列中的女性角色之一，以性感的衣著以及武器火焰扇子得名。胸圍是所有女性角色裡數一數二大的，即使身高體重平凡也能靠著誘人的身體線條誘惑對手，為當代忍者，其祖父不知火半藏为不知火流忍术的大师。不知火舞最先登場於《餓狼傳說2》，以扇子和火焰作為武器。
她愛上了在其祖父門下修行的安迪·柏格（アンディ・ボガード Andy Bogard），而在追蹤安迪時投入了戰鬥中。最初的拳皇、拳皇'99、拳皇EX及EX 2中和安迪組隊，其他情況下都是女性格鬪家隊的隊員。並無在XI中出場。是為春麗之後第二位對戰型格鬪遊戲的女性角色。因此在CAPCOM VS. SNK中和春麗對戰前有兩人專屬的片段存在。

## 其他
- 使用大扇子伴隨多種類別的攻擊，不過主要還是以忍術為主。
- 在侍魂系列中出場的角色『不知火幻庵』和外觀衣著都很相似的女忍者『不知火麻衣』（日语发音同不知火舞）是完全無關的人物。
- 對於KOF94時就將她撇下的安迪非常不滿，卻也因此結識阪崎百合和瓊並成為朋友（但也常常向二人抱怨安迪的不是），瓊所開設的酒吧常客。
- 雖然對安迪年年拋下她組隊參與KOF感到耿耿於懷（除99年外），但在女性格鬥家隊很照顧其他女性成員。
- 在跟安迪的感情上，她主要處於比較主動的地位，一有空馬上對安迪逼婚（而且有越來越嚴重的趨勢，KOF99如果餓狼隊由不知火舞打倒其魔王，就會出現逼婚的結局）。
- 安迪新收的徒弟北斗丸似乎也很怕她，因為有時見不到安迪的舞會在北斗丸面前發火所以成了他唯一害怕的人物。
- 擁有傳統日本女性溫柔的一面，同時不論茶道、插花和料理都非常的得心應手，同時也有彈出一手好琴的本領。
- 似乎再也無法忍受每次被安迪拋下，於XI'強制安迪和自己放假兼約會，於是首度在KOF系列缺席。
- XIII'復歸參賽，並於賽後前往參加女性格鬥家隊的聚會，因雛子無心的一句話而和眾女格鬥家之間發生混戰。
- 曾視布魯・瑪莉為自己的假想情敵（因為跟安迪一樣是外國人）。另外也視東丈為安迪的豬朋狗友，因此有時兩人一見面也會吵架。
- 私下穿著和普通女性沒有兩樣。
- 與安迪的特殊開場有穿婚紗禮服和變出幼兒叫安迪爸爸的場景。通常安迪都會被嚇傻而必須打自己一拳才能開始格鬥比賽。
- 在GBA版｢KOF EX2｣中如果由餓狼隊打贏最終BOSS（而且是舞打倒時），結局場景會在瓊的酒吧。舞試圖逼婚，但被東丈和獅鷲假面給阻止，因此遭到舞的不滿。
- 由於其性感的形象，導致泰瑞在任天堂明星大亂鬥 特別版參戰時，無法與其他SNK角色於遊戲裡客串（這一點特別被櫻井政博故意提及）。

## 聲優
- 曾木亞古彌（各種遊戲及動畫「The King of Fighters:Another Day」）
- 三石琴乃（動畫「Battle Fighters餓狼伝說」、「餓狼伝說 -THE MOTION PICTURE-」）
- 小清水亞美（KOF SKY STAGE、KOF XIII、KOF XIV、KOF XV、餓狼傳說 群狼之城、快打旋風6）
- 林原惠（廣播CD『餓狼伝説 宿命の闘い No.1 復讐の狼、No.2 孤高の狼』、『餓狼伝説2 〜新たなる闘い〜」、『餓狼伝説スペシャル』）

## 登場作品
- 王牌對決
- 餓狼傳說
- 拳皇
- CAPCOM VS SNK
- 生死格鬥5
- 王者荣耀
- Crash Fever
- 神魔之塔
- 如果的世界
- 旅遊大亨
- 生死格鬥6
- 閃亂神樂New Link
- 忍者必須死
- 快打旋風6

## 評價
2020年，GameFront將她的胸部排在「電子遊戲史上最偉大的胸部」名單的第三位。 (這段有待考證，因網址內文章為2011年po出，且文內的第三名為真人快打的翡翠。)

## 關連項目
- 拳皇角色列表
- 乳搖